# 글로브 라이프 필드
글로브 라이프 필드(Globe Life Field)는 미국 텍사스주 알링턴에 위치한 최신식 야구장이다. 개폐식 지붕이 설치되며, 2020년 시즌부터 메이저 리그 텍사스 레인저스의 홈구장으로 사용중이다. 2020년 월드 시리즈를 개최하였으며, 유일하게 관중 입장이 허용되었던 구장이다.

## 같이 보기
- 메이저 리그 베이스볼의 야구장 목록